# 937
937(구백삼십칠)은 936보다 크고 938보다 작은 자연수다.

## 수학
- 159번째 소수(素數)다. 앞의 소수는 929, 다음 소수는 941이다.
- {\displaystyle 937=19^{2}+24^{2}}
  - 서로 다른 두 자연수의 제곱합으로 나타낼 수 있는 수다.
- 피타고라스 삼조의 빗변의 길이이다. ({\displaystyle 215^{2}+912^{2}=937^{2}}[a])
- {\displaystyle 14^{8}-1}은 937로 나누어떨어진다.

## 과학
- NGC 937(영어판): 안드로메다자리 방향에 있는 막대나선은하.

## 교통
- 937번 홋카이도도(일본어판)

## 군사
- LST-937(영어판): 제2차 세계 대전에 사용된 미국의 전차상륙함.

## 문화유산
- 대한민국의 보물 제937호: 상교정본자비도량참법 권10

## 기타
- 연도: 937년, 기원전 937년